# Барон Киз

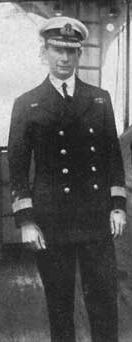
Роджер Киз, 1-й барон Киз (1872—1945), 1915 год

Барон Киз из Зебрюгге и Дувра в графстве Кент — наследственный титул в системе Пэрства Соединённого королевства. Он был создан 22 января 1943 года для известного флотоводца, адмирала флота сэра Роджера Киза, 1-го баронета (1872—1945). Он известен участие в неудачном рейде английского флота на Зебрюгге в 1918 году, чтобы нейтрализовать бельгийский порт Зебрюгге, который использовался в качестве базы для немецких подводных нападений на суда союзников. 10 октября 1919 года для Роджера Киза был создан титул баронета из Зебрюгге и Дувра в графстве Кент (Баронетство Соединённого королевства). По состоянию на 2024 год носителем титула являлся его внук, Чарльз Уильям Пак Киз, 3-й барон Киз (род. 1951), который стал преемником своего отца в 2005 году, но он не использует свой титул.
Подполковник Джеффри Чарльз Тэскер Киз (1917—1941), старший сын 1-го барона, был убит в 1941 году во время попытки захватить немецкого генерала Эрвина Роммеля в Ливии. За свои действия он был посмертно награждён Крестом Виктории.

## Бароны Киз (1943)
- 1943—1945: Адмирал флота Роджер Джон Браунлоу Киз, 1-й барон Киз[англ.] (4 октября 1872 — 26 декабря 1945), второй сын генерала сэра Чарльза Паттона Киза (1822—1896)[1];
- 1945—2005: Роджер Джордж Боулби Киз, 2-й барон Киз (14 марта 1919 — 4 марта 2005), второй (младший) сын предыдущего[2];
- 2005 — настоящее время: Чарльз Уильям Пак Киз, 3-й барон Киз (род. 8 декабря 1951), старший сын предыдущего[3];
  - Наследник титула: достопочтенный Леопольд Роджер Джон Киз (род. 8 июня 1956), младший брат предыдущего[4].